# Rastellus
Rastellus és un gènere d'aranyes araneomorfes de la família dels ammoxènids (Ammoxenidae). Fou descrit per primer cop l'any 1990 per Platnick & Griffin.

## Espècie
Rastellus, segons el World Spider Catalog, l'any 2017 tenia reconegudes 7 espècies; totes viuen a Àfrica:
- Rastellus africanus Platnick & Griffin, 1990
- Rastellus deserticola Haddad, 2003
- Rastellus florisbad Platnick & Griffin, 1990
- Rastellus kariba Platnick & Griffin, 1990
- Rastellus narubis Platnick & Griffin, 1990
- Rastellus sabulosus Platnick & Griffin, 1990
- Rastellus struthio Platnick & Griffin, 1990